# Tecnología social

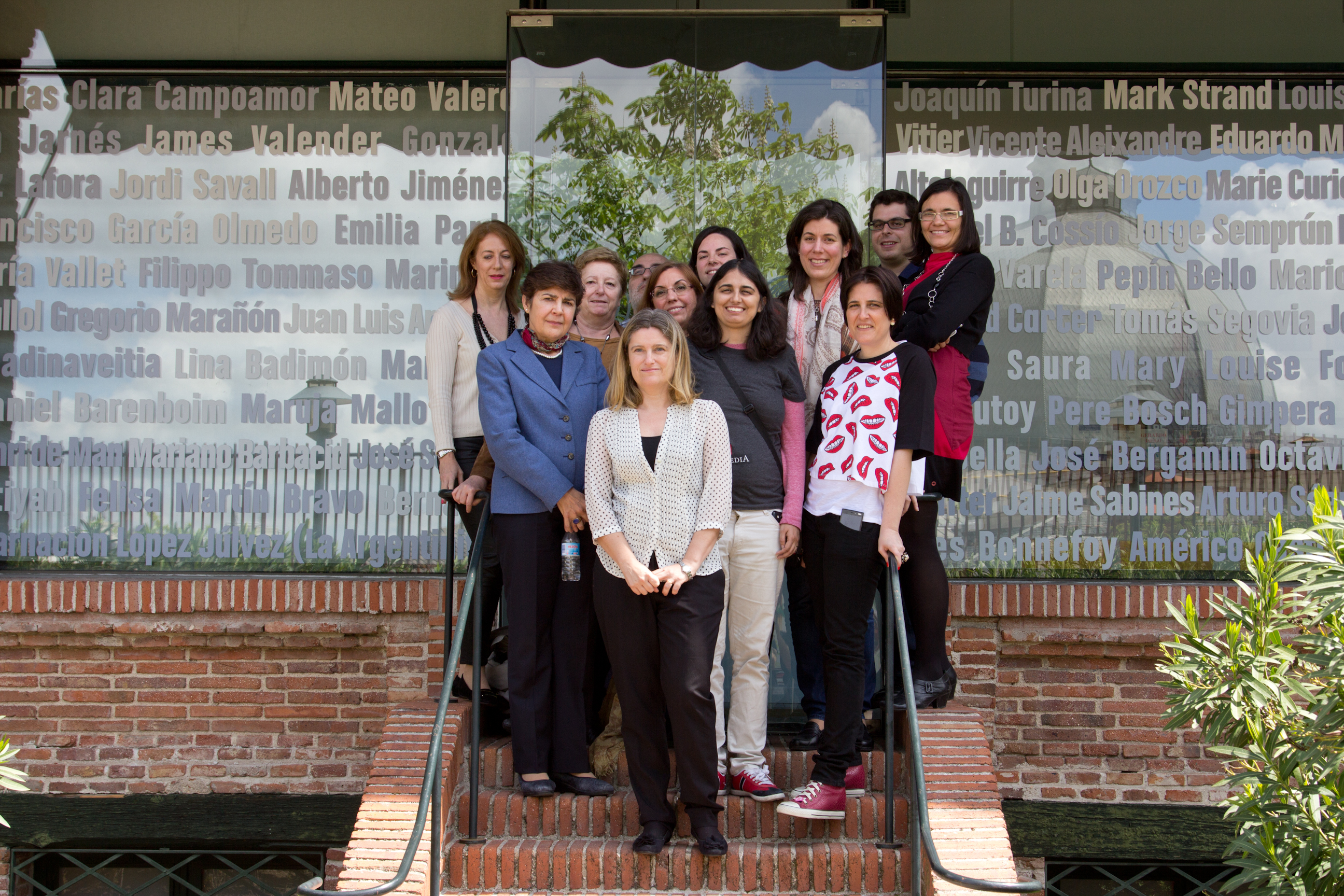
Mujeres en ciencia

Se considera tecnología social a todo producto, método, proceso o técnica, creado para solucionar algún tipo de problema social y que atienda a los requisitos de simplicidad, bajo costo, fácil aplicabilidad (y replicabilidad) e impacto social comprobado. 

## Contexto histórico
Si bien la tecnología existe desde que el hombre primitivo pudo controlar el fuego, muy pocas veces ha sido un patrimonio popular, ya que solo una pequeña élite ha podido disfrutar de los beneficios de la ciencia.
Con la Revolución Industrial, comenzó una leve propagación de los beneficios que brindan el conocimiento y la tecnología, pero desde sus comienzos y hasta mediados del siglo XX la tecnología siempre fue elitista, condicionada por la economía y la política.
A partir de las consecuencias que desencadenaron luego de la Segunda Guerra Mundial, la ciencia y la tecnología cobraron un papel importante en el escenario global, al finalizar a ello se le sumó la interdependencia económica entre los países. Además de la ciencia y la tecnología, la innovación, fue considerada un punto claves de para el desarrollo de las naciones, en especial para transitar a la sociedad del conocimiento
Recién a fines del siglo XX, con el auge de las comunicaciones y el surgimiento de Internet como medio de expresión realmente libre, por primera vez en la historia de la humanidad, la gente común pudo acceder por completo al conocimiento, a las ciencias y a las técnicas que pueden generar un estado de bienestar universal. Este libre acceso al conocimiento, actualmente está generando una nueva línea de razonamiento popular, que el actual uso comercial indiscriminado, y las aplicaciones bélicas de las complejas tecnologías disponibles, pueden y están generando daños irreparables a la humanidad y especialmente a la biosfera.
De esta nueva línea de razonamiento popular, surge el movimiento tecnológico social el cual es opuesto al antiguo modelo de tecnología imperial, excluyente y elitista que dominó los primeros milenios de la historia humana.

## Definición
Tecnología social es un concepto contemporáneo que remite a una propuesta innovadora de desarrollo (económico o social), basada en la diseminación de soluciones a problemas esenciales como demandas por agua potable, alimentación, educación, energía, vivienda, ingresos, salud y medio ambiente, entre otras.
En ese orden secuencial, se expone que la tecnología social reúne el conjunto de conocimientos del hombre cuyo objeto de investigación es el movimiento social expresado en el movimiento económico, sociológico, político, jurídico, ético y estético.
Las tecnologías sociales pueden originarse tanto en el seno de una comunidad como en el ambiente académico. También pueden aliar los saberes populares y los conocimiento técnico-científicos. Es importante que su eficacia pueda ser alcanzada o repetida por otras personas, permitiendo que el desarrollo se multiplique entre las poblaciones atendidas, mejorando su calidad de vida.
Son numerosos los ejemplos de tecnología social, desde el suero casero hasta las cisternas de placas preformadas que atenúan el problema de la sequía, pasando por la oferta de microcrédito, o los Encauchados de Vegetales de la Amazonía, que generan ingresos para poblaciones indígenas al agregar valor al caucho nativo, entre otros.

## Ramas
Pero luego de estos tres puntos, nos encontramos con una gran bifurcación de conceptos.
Cuando hablamos de tecnología social, encontramos dos grandes ramas que se desarrollan en sentidos opuestos:
1. La primera rama denominada “tecnología social pura” es la que aplica y defiende el concepto de Tecnología social sin fines de lucro, apolítica, y absolutamente pacífica, fomenta ideales y proyectos sociales que van más allá de los beneficios individuales o uní sectoriales (no tiene fines lucrativos ni políticos, solo persigue el bienestar social común).
2. La segunda rama, denominada “tecnología social imperial” por impulsar el desarrollo tecnológico con fines comerciales o políticos (generalmente simula sus verdaderas intenciones).

Alineados tras la Tecnología Social pura, generalmente encontramos al sector obrero, el sector estudiantil, sociólogos, ecologistas, intelectuales, profesionales y ciudadanos comunes de clase media baja.
Por otro lado, la Tecnología Social imperial, agrupa a las clases sociales más conservadoras, media alta, dirigentes y militantes políticos, sindicales, miembros de las fuerzas de seguridad, empresarios, comerciantes, líderes religiosos, corporaciones y multinacionales.